# زبیگنیو بارتمن
زبیگنیو آندرژی بارتمن (به لهستانی: Zbigniew Andrzej Bartman) (متولد ۴ مه ۱۹۸۷ در ورشو) بازیکن والیبال اهل لهستان که عضو تیم ملی والیبال لهستان و باشگاه مودنا است.

## حرفه‌ای
بارتمن قبل از اینکه کار خود را به عنوان یک بازیکن والیبال سالنی آغاز نماید بازیکن والیبال ساحلی بود و موفق به کسب مدال طلا مسابقات قهرمانی زیر ۱۸ اروپا و مدال نقره قهرمانی زیر ۱۸ سال جهان شد.

### ملی
او در سال ۲۰۰۸ اولین بازی ملی خود را انجام داد. او در سال ۲۰۰۹ موفق به کسب مدال طلا در مسابقات قهرمانی اروپا شد. مدال نقره جام جهانی و برنز لیگ جهانی مقام‌های بعدی او با تیم ملی والیبال لهستان بود. زبیگنیو به همراه ستاره‌های تیم ملی لهستان قهرمان لیگ جهانی ۲۰۱۲ شد.

## افتخارات

### جوایز فردی
- بهترین پشت خط زن یادبود هوبرت جرزی واگنر ۲۰۱۲
- بهترین پشت خط زن لیگ جهانی ۲۰۱۲